# Masato Otaka
Masato Otaka (大高正人?; Fukushima, 8 settembre 1923 – 20 agosto 2010) è stato un architetto giapponese.

## Biografia

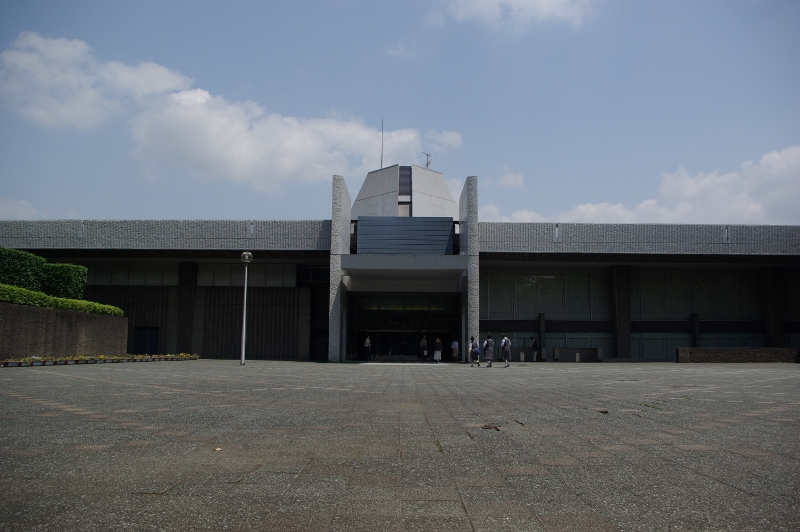
Centro culturale di Chiba

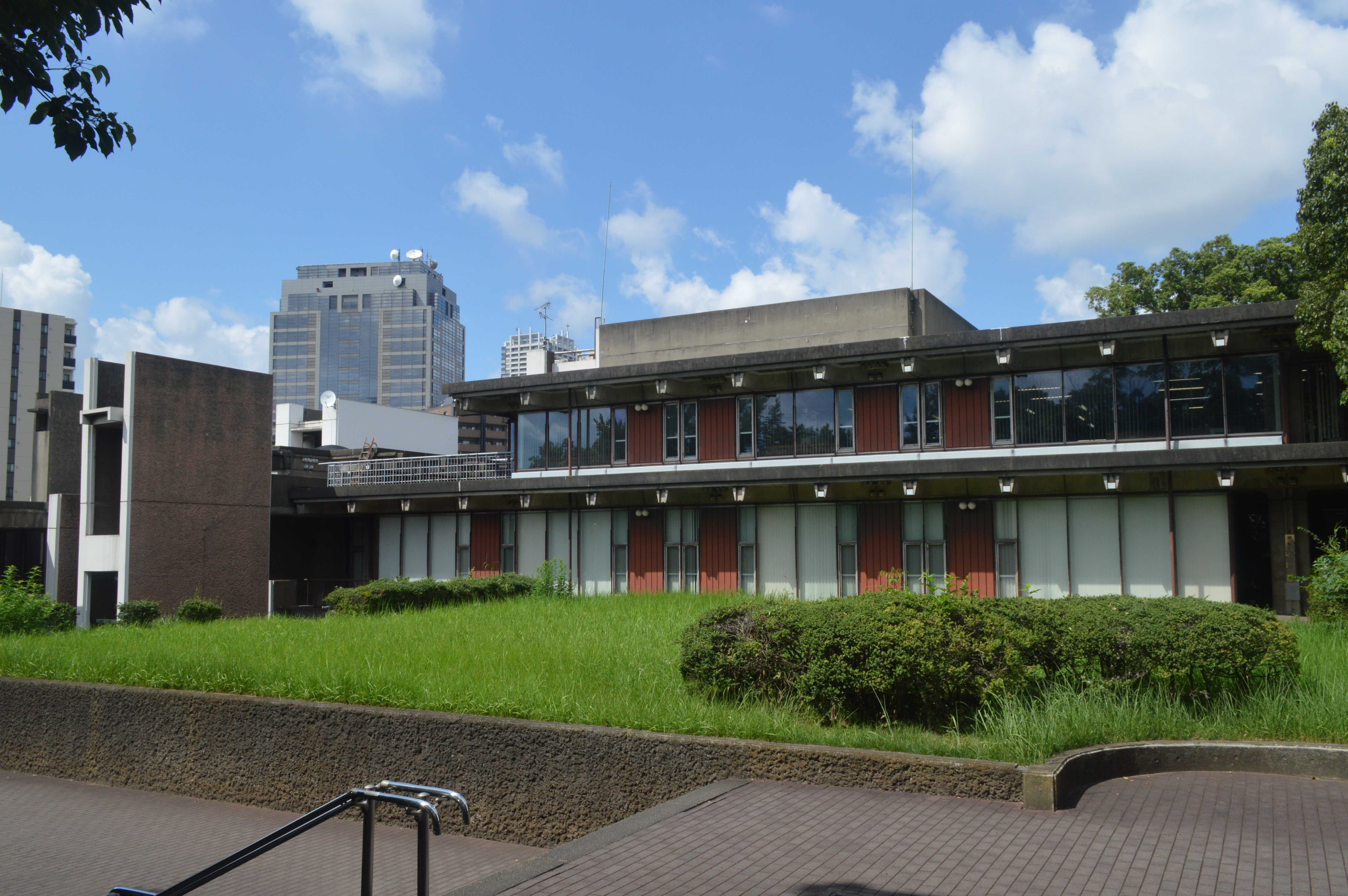
Centro culturale di Chiba

Masato Otaka studiò architettura all'Università imperiale di Tokyo laureandosi nel 1947, e lavorò dal 1949 fino al 1961 nello studio di Kunio Maekawa, ricevendo influenze sia da lui sia dal suo maestro Le Corbusier, e collaborando con le opere più significative, dal centro di Yokohama alla casa d'abitazione Harumi a Tokyo.
Otaka fu membro, assieme a Kiyonori Kikutake, Kishō Kurokawa e Fumihiko Maki, del Movimento metabolista degli anni sessanta, basato sull'intento di riferirsi, nella progettazione, a una società in continua trasformazione, rifuggendo quindi da soluzioni urbanistiche legate a modelli tradizionali e cristallizzati per dar vita a un tipo di struttura urbana duttile e mutevole, caratterizzata da un design di elevato standard qualitativo;si è interessato alla progettazione urbanistica (rinnovamento urbano su terreno artificiale, Sakaide, prefettura di Kagawa, 1965-1968) e a quella edilizia, con particolare attenzione all'uso del cemento precompresso.
Tra le sue realizzazioni: biblioteca e centro culturale di Chiba (1968), un lavoro associato alla ricerca della "forma di gruppo", suggerendo che i singoli elementi all'interno di un insieme architettonico potevano essere organizzati secondo regole che erano più libere rispetto ai tradizionali principi di composizione, introducendo l'idea molto "metabolista" di definire gli spazi irregolari attraverso gruppi sparsi di edifici in opposizione agli spazi stradali razionali; edifici della prefettura di Tochigi, Utsunomiya (1969), una struttura pesantemente formale che incorpora elementi astratti della costruzione tradizionale a travi e travi in calcestruzzo prefabbricato; Museo storico della prefettura di Gunma, Takasaki (1980); Museo di arte di Fukushima (1984), tipico esempio di progetto più convenzionale includente una miscela di stili tradizionali; Museo di arte moderna, Kamakura (1984).
Inoltre Otaka si impegnò e lavorò nella pianificazione urbana. Questa attività comprendeva i comitati di supervisione, la partecipazione ai consigli di amministrazione per redigere nuovi regolamenti urbani e lo sviluppo di programmi urbani. Tra i suoi progetti si ricordano il Tama Center Station Plaza e il ponte pedonale, così come lo Yokohama City Centre Waterfront Redevelopment, meglio conosciuto come Minato Mirai 21.
Situato in posizione centrale nella mostra, è un modello molto grande dei Motomachi Apartments, un enorme complesso residenziale a Hiroshima che è stato costruito per sostituire gli "slums della bomba atomica" che sono sorti dopo la devastazione della bomba atomica della seconda guerra mondiale. Il complesso stesso racchiude tutto la filosofia tecnici del "PAU" (prefabbricazione, arte e architettura, urbanistica) poiché gli elementi architettonici prefabbricati si combinano per creare uno spazio urbano futuristico che si eleva sopra il piano terra veicolare.
I suoi lavori furono tutti di grandi dimensioni  (grandi complessi e piani urbanistici) risolti spesso in chiave utopica, con valore di proposta o polemica, secondo un atteggiamento assai diffuso nell'architettura contemporanea.
Nel campo critico gli si deve riconoscere una attiva partecipazione alle discussioni sul costruttivismo in Giappone e un deciso interesse per i rapporti tra architettura e società.

## Opere
- Rinnovamento urbano su terreno artificiale, Sakaide, prefettura di Kagawa, (1965-1968);
- Biblioteca e centro culturale di Chiba (1968);
- Prefettura di Tochigi, Utsunomiya (1969);
- Museo storico della prefettura di Gunma, Takasaki (1980);
- Museo di arte di Fukushima (1984);
- Museo di arte moderna, Kamakura (1984).